# バスケット解析
バスケット解析（バスケットかいせき）とは、マーケットバスケット解析 (Market Basket Analysis) とも呼ばれ、データマイニングで用いられる解析手法の一つで、"よく一緒に買われる商品" を見つけるためのデータ分析。
典型的には以下のような例である。小売店がある顧客を追跡調査して購入品を調べた結果、その人がシルクのシャツを沢山買っていることが分かった場合、データマイニングのシステムはその顧客とシルクのシャツとの相関性が高いと認定する。その情報に基づき、販売部門はその顧客に対し、ダイレクトメールによるシルクシャツの売り込みを掛けたり、あるいはより広い範囲の商品を購入してもらえるように努力をすることもできる。
この場合小売店のデータマイニングシステムは、当該顧客に関して今まで知られていなかった新しい情報を発見したことになる。
もう一つの良く引合いに出される例は、「おむつとビール」と呼ばれる例である。1992年、スーパーマーケットチェーンOsco Drugsにおける、一定期間中の取り引きと購入された商品（23店舗・全120万件以上のバスケットデータ）をNCRが詳細に解析した結果、"おむつ"と"ビール"がしばしば一緒に購入されるということが判明した。これは1992年12月にウォールストリートジャーナルで「Supercomputer Manage Holiday Stock」として取り上げられ、データマイニングの威力を一躍世間に知らしめた。この理由を説明するのはあまり容易ではない（敢えて想像すれば、子供のおむつを買いに行かされた父親がついビールを手に取ってしまうのかもしれない）が、利益向上の為に利用することは割と簡単である。（例えば，利益率の高いおむつを利益率の高いビールのすぐ横に配置するなど）。